# Kalnciems
Kalnciems (deutsch: Kalnzeem) ist ein Ort in Lettland, etwa 49 km südwestlich von Riga an den Ufern der Lielupe gelegen. Der östlich der Lielupe gelegene Teil von Kalnciems mit der lutherischen Kirche und der Sekundarschule Kalnciems, zu dem keine Brückenverbindung besteht, gehört seit 1979 zur Nachbargemeinde Valgunde (Valgundes pagasts).
Der Ortsname ist seit dem 16. Jahrhundert belegt, allerdings lag der damalige Platz am anderen Flussufer. Bis 2010 besaß Kalnciems Stadtrechte.
Ernst Johann von Biron (1690–1772), Herzog von Kurland und Semgallen, wurde hier geboren.

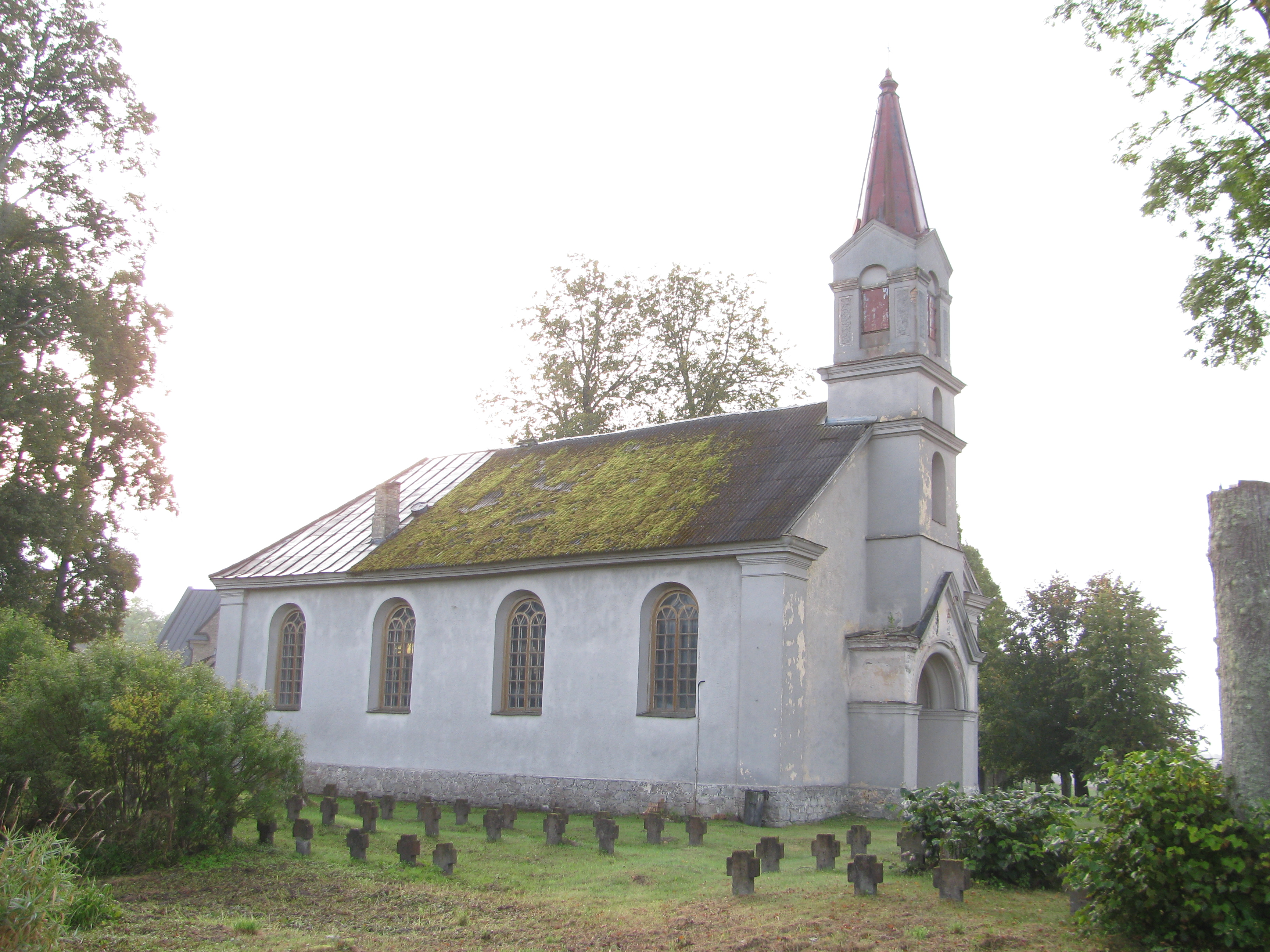
Lutherische Kirche Kalnciems, erbaut 1854
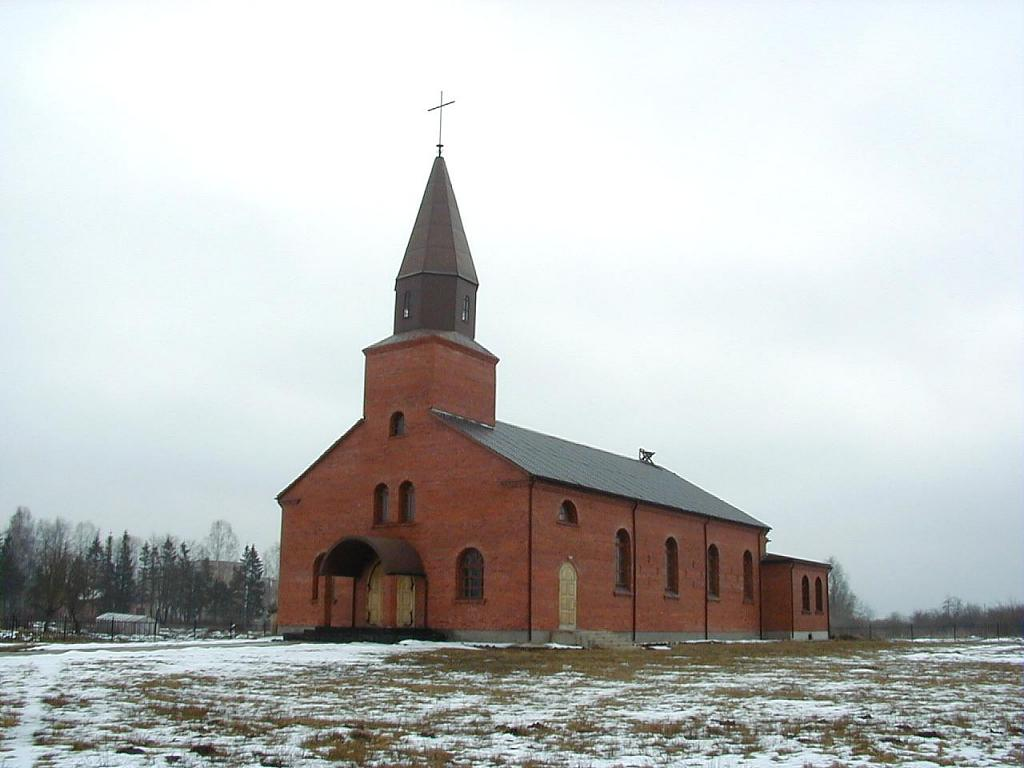
Katholische Kirche in Kalnciems, erbaut 1995 bis 1998
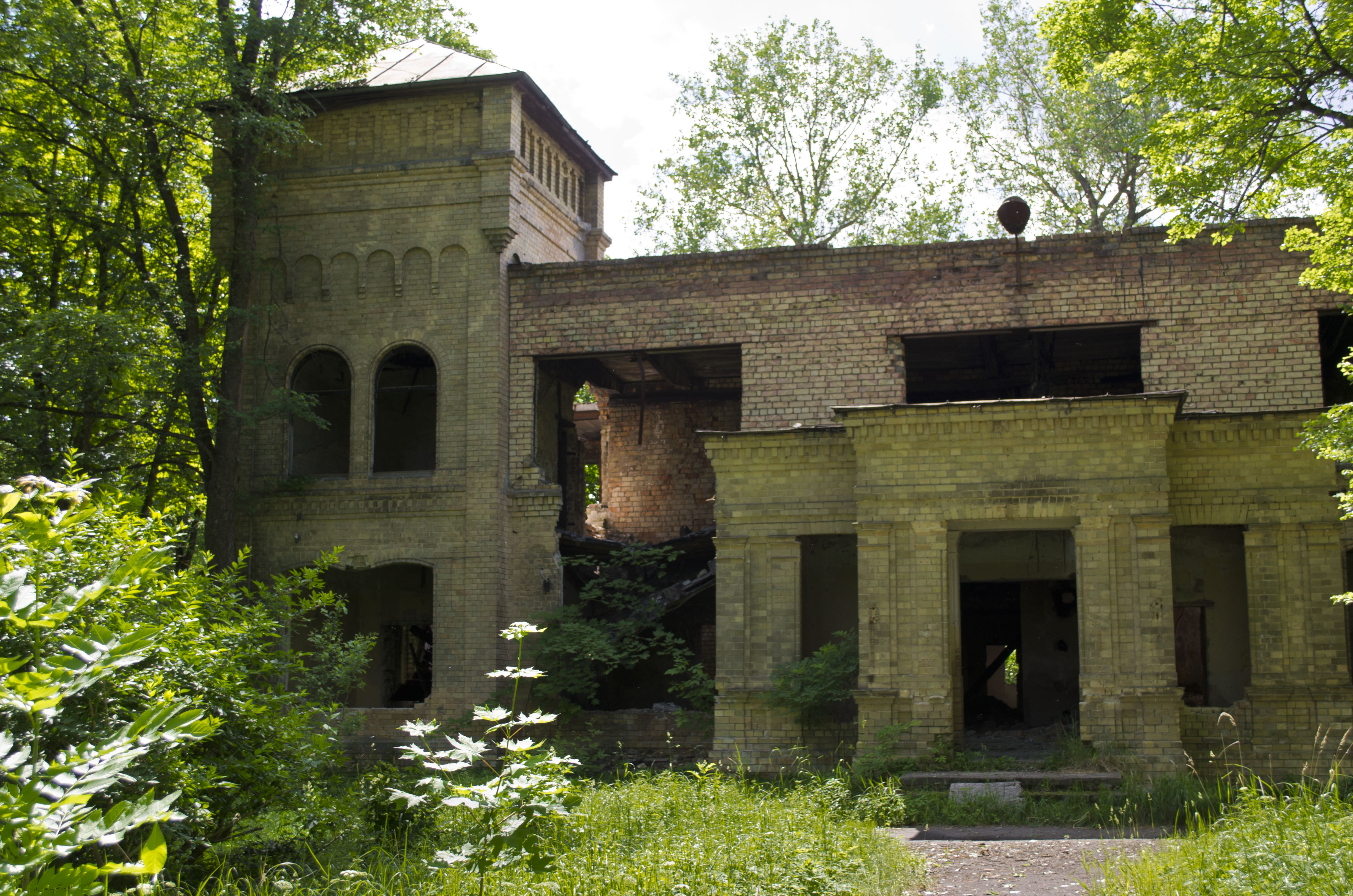
Ruine des Herrenhauses Kalnzeem aus dem 19. Jahrhundert